# Alfie Dorrington
Alfie Terry Charlie Dorrington (nacido el 20 de abril de 2005) es un futbolista profesional inglés que juega como central en el Aberdeen, cedido por el Tottenham Hotspur.

## Trayectoria
Formado en la cantera del Cockfosters, Dorrington se incorporó a la cantera del Tottenham Hotspur a los 13 años. El 31 de marzo de 2021, firmó una beca con el Tottenham por tres años. Ascendió al equipo sub-19 y luego al sub-21, donde se convirtió en capitán. El 13 de junio de 2023, firmó su primer contrato profesional con el Tottenham hasta 2026. En octubre de 2023, comenzó a entrenar con el primer equipo del Tottenham.
Dorrington debutó con el primer equipo del Tottenham el 15 de diciembre de 2024, entrando como suplente en el partido de la Premier League como visitante contra el Southampton.
El 13 de enero de 2025, Dorrington firmó una cesión al Aberdeen Football Club, equipo de la Scottish Premiership, por el resto de la temporada 2024-25. También firmó un nuevo contrato con el Tottenham hasta 2029. El 24 de mayo de 2025, ganó la Copa de Escocia con Aberdeen venciendo al Celtic en los penaltis.
El 19 de julio de 2025, el  Aberdeen anunció que Dorrington volvería al club en calidad de cedido para la temporada 2025-26.

## Carrera internacional
Dorrington es internacional juvenil con Inglaterra. Ha jugado como máximo con la selección sub-19.

## Trayectoria
Actualizado al último partido disputado el 5 de agosto de 2025.
| Club                         | Div.          | Temporada     | Liga  | Liga  | Liga   | Copas nacionales | Copas nacionales | Copas nacionales | Copas internacionales | Copas internacionales | Copas internacionales | Total | Total | Total  |
| Club                         | Div.          | Temporada     | Part. | Goles | Asist. | Part.            | Goles            | Asist.           | Part.                 | Goles                 | Asist.                | Part. | Goles | Asist. |
| ---------------------------- | ------------- | ------------- | ----- | ----- | ------ | ---------------- | ---------------- | ---------------- | --------------------- | --------------------- | --------------------- | ----- | ----- | ------ |
| Tottenham Hotspur Inglaterra | 1.ª           | 2024-25       | 1     | 0     | 0      | 0                | 0                | 0                | 0                     | 0                     | 0                     | 1     | 0     | 0      |
| Tottenham Hotspur Inglaterra | 1.ª           | Total club    | 1     | 0     | 0      | 0                | 0                | 0                | 0                     | 0                     | 0                     | 1     | 0     | 0      |
| Aberdeen Escocia             | 1.ª           | 2024-25       | 12    | 1     | 0      | 4                | 0                | 0                | 0                     | 0                     | 0                     | 16    | 1     | 0      |
| Aberdeen Escocia             | 1.ª           | 2025-26       | 0     | 0     | 0      | 0                | 0                | 0                | 0                     | 0                     | 0                     | 0     | 0     | 0      |
| Aberdeen Escocia             | 1.ª           | Total club    | 12    | 1     | 0      | 4                | 0                | 0                | 0                     | 0                     | 0                     | 16    | 1     | 0      |
| Total carrera                | Total carrera | Total carrera | 13    | 1     | 0      | 4                | 0                | 0                | 0                     | 0                     | 0                     | 17    | 1     | 0      |

## Palmarés
Aberdeen
- Copa de Escocia: 2024-25[8]